# Anna Coleman Ladd

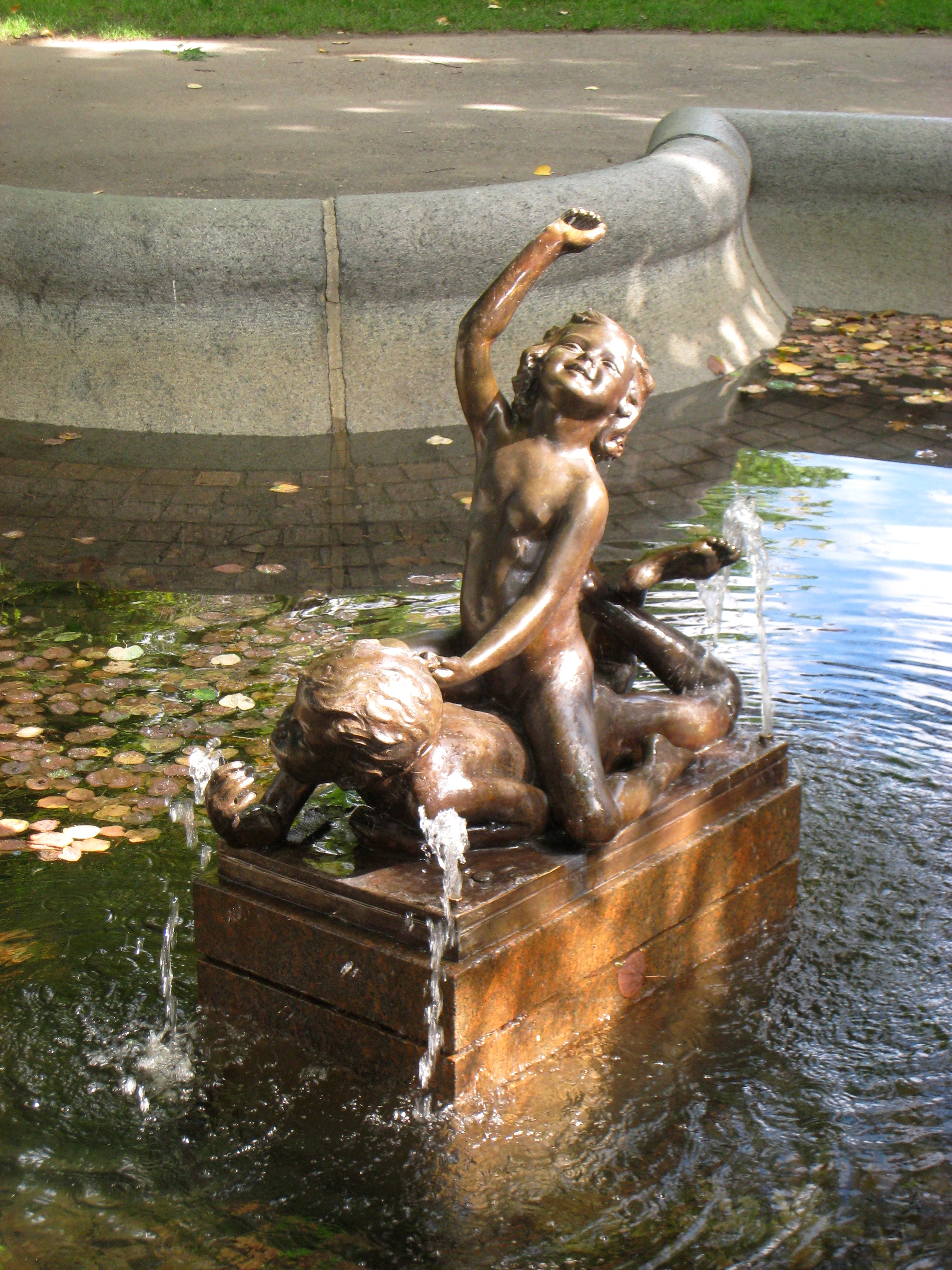
Brunnenskulptur von Triton-Babies in Boston Public Garden

Anna Coleman Ladd (* 15. Juli 1878 in Philadelphia, Pennsylvania; † 3. Juni 1939 in Santa Barbara, Kalifornien) war eine US-amerikanische Bildhauerin und Prothetikerin.

## Leben und Werk
Ladd studierte Bildhauerei in Paris und Rom und zog 1905 nach Boston, wo sie den Arzt Maynard Ladd heiratete. Dort studierte sie bei dem Bildhauer Bela Pratt an der School of the Museum of Fine Arts. Ihre Skulptur Triton Babies wurde 1915 auf der Panama-Pacific Exposition in San Francisco gezeigt und ist heute eine Brunnenskulptur im Boston Public Garden. 1914 war sie Gründungsmitglied der Guild of Boston Artists und stellte sowohl in der Eröffnungsshow als auch in der folgenden Wanderausstellung aus. Sie widmete sich auch der Porträtmalerei und erstellte ein Porträt von der Schauspielerin Eleonora Duse als eines von nur drei, die diese jemals zugelassen hatte.

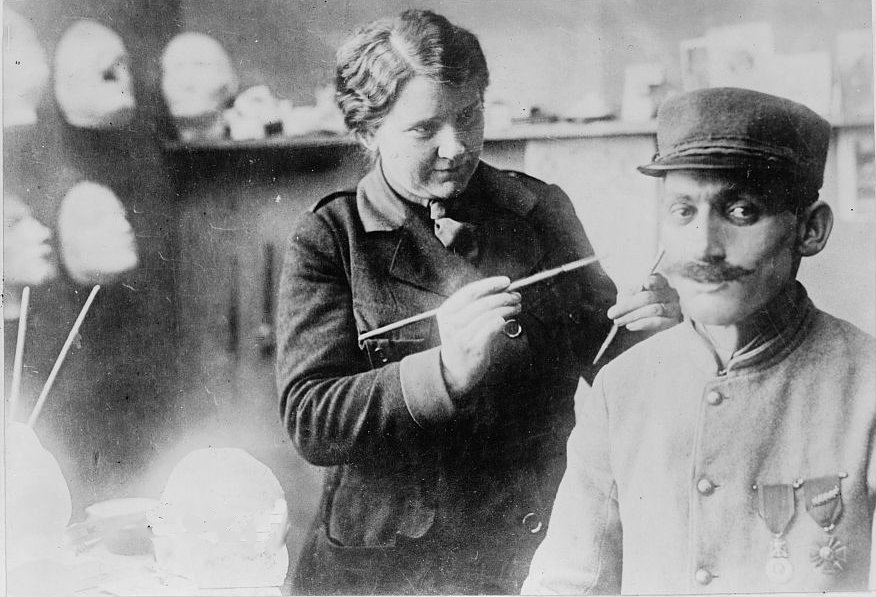
Anna Coleman Ladd beim Anpassen einer Maske, 1918

1917 machte sie der Kunstkritiker C. Lewis Hind auf einen Artikel von Francis Derwent Wood aufmerksam. Wood war von Beruf Künstler und hatte sich dem Royal Army Medical Corps angeschlossen. Nachdem er die brutal entstellten Männer gesehen hatte, die aus den Schützengräben zurückgebracht worden waren, um von dem in London lebenden Chirurgen Harold Gillies behandelt zu werden, eröffnete er die Abteilung für Masken im Third London General Hospital, das bald informell als der „Tin Noses Shop“ („Zinn-Nasen-Laden“) bekannt wurde. 1917 übersiedelte Ladd mit ihrem Ehemann nach Frankreich, der das Kinderbüro des Amerikanischen Roten Kreuzes in Toul leiten sollte. Nach einem Treffen mit Wood gründete Ladd in Paris „Studio for Portrait-Masks“ des amerikanischen Roten Kreuzes, um Masken für Männer herzustellen, die im Ersten Weltkrieg schwer entstellt worden waren. Obwohl Masken seit Jahrhunderten von Menschen mit Missbildungen getragen wurden, hatte noch niemand zuvor versucht, sie in einem solchen Umfang herzustellen. Es wurde geschätzt, dass 3000 französische Soldaten solche Hilfe brauchten. Um Ladd aufzusuchen, brauchten diese ein Empfehlungsschreiben des Roten Kreuzes. Ladd erstellte zu Beginn eine Gipsmaske, um eine Kopie des Gesichtes anzufertigen und einen Abdruck aus Guttapercha herzustellen. Diese Form wurde dann verwendet, um das Prothesenteil aus extrem dünnem verzinktem Kupfer zu konstruieren. Das Metall wurde mit Hart-Emaille bemalt, um dem Hautton des Empfängers zu ähneln. Die fehlenden oder entstellten Merkmale wurden anhand von Referenzfotos aus der Zeit vor dem Krieg rekonstruiert. Die Maske reichte, je nach Ausmaß der Beschädigung, von einer fehlenden Nase bis zu einem vollständig zerstörten Teil des Gesichts. Einen Schnurrbart fertigte sie aus Folie, für Augenbrauen und Wimpern verwendete sie Menschenhaare. Die Maske wurde normalerweise an einer Brille befestigt, die über den Ohren eingehakt war. Mit ihren vier Angestellten erstellte Ladd ungefähr neun Masken pro Monat. Anna Coleman Ladd gilt als eine Pionierin der Anaplastologie.
Nach Kriegsende kehrte sie nach elf Monaten in Frankreich nach Boston zurück, um ihre Bildhauerkarriere fortzusetzen. 1932 wurde sie für ihren Kriegsdienst zum Ritter der französischen Ehrenlegion ernannt. In den Jahren nach dem Krieg hielt sie Vorträge, in denen sie über ihre Erfahrungen mit der Herstellung dieser Masken berichtete. Sie erhielt viele Briefe von Männern, die sich bei ihr dafür bedankten, dass sie sich mit ihrem Aussehen wohler fühlten. Es wurde jedoch nie eine umfassende Studie durchgeführt, die erfasste, wie die Masken sich bewährten. 1936 zog Ladd mit ihrem Ehemann nach Kalifornien, wo sie 1939 verstarb. Ihre Tochter Gabriella May Ladd heiratete 1953 Henry Dwight Sedgwick, den Urgroßvater der Schauspielerin Kyra Sedgwick.

## Bücher
- Anna Coleman Ladd: The Candid Adventurer, 2018, ISBN 978-0-331-22765-9
- Anna Coleman Ladd: Hieronymus rides : episodes in the life of a knight and jester at the court of Maximilian, King of the Romans, 1912